# Autodissolução do Parlamento Austríaco

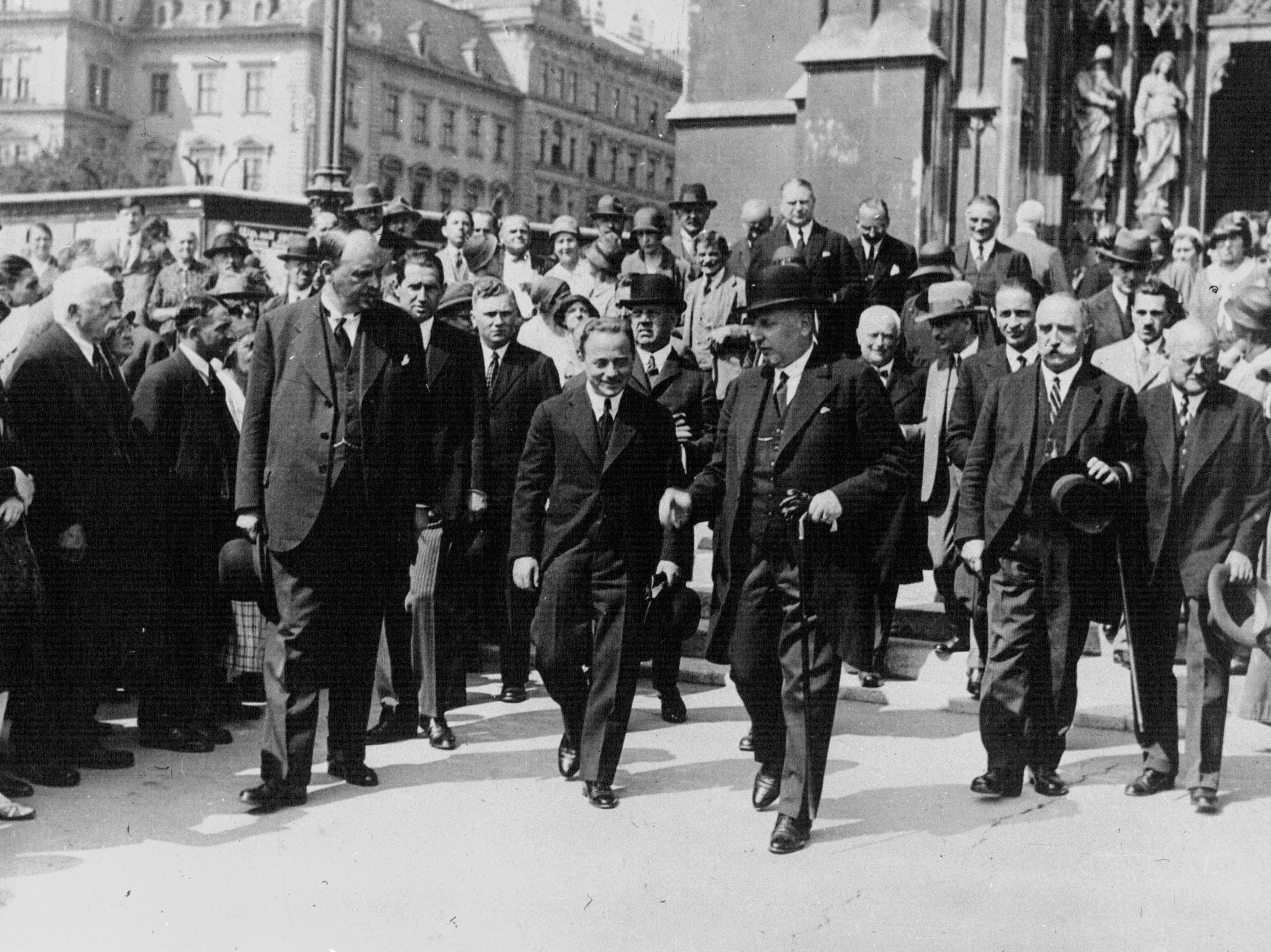
Presidente Miklas (centro com chapéu-coco) e Chanceler Dollfuss (à esquerda de Miklas), 1932

A Autodissolução do Parlamento (em alemão: Selbstausschaltung des Parlaments) foi uma crise constitucional na Primeira República Austríaca causada pela renúncia em 4 de março de 1933, de todos os três presidentes do Conselho Nacional, a casa mais poderosa do Parlamento Austríaco. O Conselho Nacional ficou sem um presidente, quando todos os três presidentes renunciaram para tentar equilibrar a balança em uma votação acirrada. A lei não tinha nenhum mecanismo para o Conselho Nacional operar sem um presidente, e Engelbert Dollfuss, o chanceler, declarou que o Parlamento havia se eliminado e que seu governo tinha autoridade para governar por decreto sob disposições de emergência datadas da Primeira Guerra Mundial. Este foi um passo decisivo na transição de uma república democrática para o Estado Federal autoritário e semifascista da Áustria, uma vez que as tentativas da oposição de reconstituir o Conselho Nacional não tiveram sucesso.  

## Eventos de 4 de março de 1933
Quando os ferroviários souberam que seus salários seriam pagos em três parcelas, eles entraram em greve em 1º de março de 1933. Este foi o assunto do acalorado debate no Conselho Nacional em 4 de março de 1933. Houve três propostas. A proposta do Partido Social Cristão, que era majoritário na época, era impor medidas disciplinares. O Grande Partido Popular Alemão (GDVP) e o Partido Social-Democrata dos Trabalhadores da Áustria (SDAPÖ) fizeram propostas que não incluíam medidas disciplinares.
A proposta dos sociais-democratas teve 70 votos sim e 92 votos não e, portanto, foi rejeitada. A proposta do GDVP, no entanto, foi aparentemente aceita com 81 votos sim e 80 votos não. Às 20h40 a sessão foi interrompida e retomada às 21h35. Após a retomada da sessão, o presidente e presidente do Conselho Nacional, o social-democrata Karl Renner, anunciou que a votação teve algumas irregularidades devido às ações de dois de seus colegas sociais-democratas, Wilhelm Scheibein [de] e Simon Abram [de]. Acontece que Abram votou uma vez para si mesmo e outra vez, que continha o nome de Abram, para Scheibein, que não estava na sala no momento em que o processo de votação ocorreu. Isso resultou em alvoroço e os Sociais Cristãos exigiram uma nova votação. Renner, que se viu incapaz de continuar a sessão, demitiu-se da presidência do Conselho Nacional  para poder participar na votação de garantia e assim garantir um voto adicional para os sociais-democratas.  O segundo presidente, Rudolf Ramek, um cristão social, assumiu como presidente. Ele declarou que a votação anterior era inválida e exigiu que a votação fosse repetida. Isso resultou em outro alvoroço. Ramek deixou o cargo de presidente e o terceiro presidente, Sepp Straffner, do GDVP, tornou-se presidente do Conselho Nacional antes de deixar o cargo imediatamente.  Isso deixou o Conselho Nacional sem um presidente. Sem um presidente, a sessão não poderia ser encerrada e o Conselho Nacional não poderia agir.  Os Membros abandonaram a câmara em consequência. 

## Interpretação de Dollfuss
Os eventos de 4 de março de 1933 foram uma bênção inesperada para o chanceler Engelbert Dollfuss, que buscava uma oportunidade para impor um governo autoritário. Dollfuss declarou que o parlamento havia "se eliminado", criando uma situação "não prevista na constituição". Essa "autoeliminação" deu a Dollfuss um pretexto para um autogolpe, já que ele não tinha intenção de permitir que o Conselho Nacional se reunisse novamente. Em 7 de março, o governo Dollfuss declarou que não foi afetado pela crise e assumiu poderes de emergência. Anunciou então que a "Lei da Autoridade da Economia em Tempo de Guerra", uma lei de emergência aprovada em 1917, seria usada como base para decidir.  A primeira seção desta lei diz o seguinte:
O governo está autorizado, durante a duração das condições extraordinárias provocadas pela guerra, a tomar providências por meio de decreto para as medidas necessárias à promoção e revitalização das atividades econômicas, para evitar danos econômicos e fornecer à população alimentos e outras necessidades. 

## Eventos de 15 de março de 1933
Em 15 de março de 1933, o Grande Partido Popular Alemão (GDVP) e o Partido Social-Democrata dos Trabalhadores da Áustria (SDAPÖ) da Áustria, que formavam a oposição na época, tentaram continuar a sessão que foi abortada em 4 de março. Eles foram, no entanto, parados pela Gendarmaria por ordem do governo e ameaçados com o uso da força armada.  O renunciante e terceiro presidente do Conselho Nacional do GDVP, Sepp Straffner, cancelou sua própria retirada e estava sentado com membros do Conselho Nacional do SDAP e do GDVP na câmara parlamentar. Os outros membros do Conselho Nacional não foram autorizados a entrar no parlamento, que estava cercado pela polícia. Os deputados que já se encontravam no parlamento foram escoltados para fora pela polícia. 

## Papel de Wilhelm Miklas
Mais de um milhão de pessoas assinaram uma petição para pedir ao então presidente austríaco Wilhelm Miklas que revogasse o governo de Dollfuss e iniciasse novas eleições para restabelecer o Conselho Nacional. A constituição deu a Miklas o poder de fazer isso. No entanto, o presidente não agiu, o que permitiu que Dollfuss continuasse a governar sem parlamento.  

## Consequências
A liquidação do Parlamento aumentou as tensões políticas no país. Em 12 de fevereiro de 1934, o SDAPÖ e sua ala paramilitar (Republikanischer Schutzbund) iniciaram uma rebelião armada contra Dolfuss, à qual mais tarde se juntou o Partido Comunista da Áustria (KPÖ), que já havia sido banido pelo governo em 1933 e estava operando na clandestinidade. A rebelião foi rapidamente esmagada pelas Forças Armadas Austríacas e pelas forças paramilitares da CS (Heimwehr e Ostmärkische Sturmscharen), e o SDAPÖ e seus sindicatos afiliados foram banidos pelo governo. 
Nos meses seguintes, todos os partidos políticos, exceto o Partido Social Cristão, foram dissolvidos e a constituição democrática foi substituída por uma constituição corporativista modelada nos moldes do fascismo de Benito Mussolini (austrofascismo). A Frente Patriótica foi posteriormente criada, fundindo o Partido Social Cristão e a milícia paramilitar de direita, estabelecendo um estado de partido único que durou até a anexação da Áustria ao Reich Alemão em 1938. 

## Legado
Para garantir que o parlamento nunca mais se “eliminaria”, o Conselho Nacional alterou o seu regimento interno para permitir que o membro mais velho do Conselho Nacional presidisse, caso os três presidentes não pudessem desempenhar as suas funções como presidentes. 